# 鈴木力
鈴木 力（すずき りき、1913年7月15日 - 1998年10月14日）は、日本の政治家、日本社会党参議院議員(2期)。

## 経歴
岩手県出身。岩手県師範学校本科卒。岩手県内の小中学校に勤務し、岩手県教職員組合委員長、日本教職員組合副委員長、総評副議長などを歴任。1965年の第7回参議院議員通常選挙で日本社会党公認で全国区から立候補して当選。2期務める。この間、参議院決算委員長を務めた。1977年の第11回参議院議員通常選挙では岩手県から立候補したが落選した。この他党財務委員長、岩手県社会党本部委員長なども歴任した。1984年、勲二等瑞宝章を受章。1998年、肺癌のため死去。

## 人物
新東京国際空港（現・成田国際空港）の一坪共有地の名義人の1人であった。

## 著作
- 『ゆがめられる教育行政 : 教育破壊の現状を告発する』労働旬報社、1970年。